# 255 aC
El 255 aC fou un any del calendari romà prejulià. Durant la República i l'Imperi Romà, era conegut com a any del consolat de Paulus i Nobílior (o també any 499 ab urbe condita). L'ús del nom «255 aC» per referir-se a aquest any es remunta a l'alta edat mitjana, quan el sistema Anno Domini va ser el mètode de numeració dels anys més comú a Europa.

## Esdeveniments

### Síria
- Tractat de pau entre Antíoc II Teos i Ptolemeu II Filadelf, que posa fi a la Segona Guerra de Síria. Segons l'acord, Antíoc repudiaria a la seva dona Laodice (que era sa cosina germana) i es casaria amb Berenice, filla de Ptolemeu II, i el fill d'aquesta unió seria proclamat hereu passant per davant dels drets dels quatre fills de Laodice (Seleuc, Laodice, Estratonice i Antíoc conegut com a Antíoc Híerax); Egipte renuncia a Jònia (incloent algunes illes), a Cilícia i a Celesíria.[2]

### Antiga Roma
- Aquest any són elegits cònsols Marc Emili Paulus i Servi Fulvi Petí Nobílior.[3]
- Els dos cònsols, durant el curs de la Primera Guerra Púnica, van anar, enviats pel Senat, a Clipea, al nord d'Àfrica, on Marc Atili Règul, cònsol l'any anterior (256 aC), havia aconseguit diverses victòries sobre els generals púnics Àsdrubal, Bostar i Amílcar, que van sofrir grans pèrdues (15.000 homes, 5.000 presoners, 8 elefants), i es dedicava a saquejar el país sense oposició, ocupant nombroses ciutats incloent Tunis.[4]
- Xantip un mercenari espartà al servei dels cartaginesos, es posa al capdavant de l'exèrcit cartaginès i s'enfronta a l'enemic amb la cavalleria (4.000 homes) i els elefants (uns 100) en camp obert, en la batalla del riu Bàgradas. Les seves forces eren inferiors a les dels romans, però els derrota. Moren trenta mil romans, i només dos mil arriben a Clipea. Marc Atili Règul és fet presoner junt amb 500 oficials i soldats.[5]
- Batalla de la punta Hermea. Quan els cònsols marxen cap a Àfrica, els cartaginesos, amb amb 200 quinquerrems s'hi enfronten, però els romans els vencen.[6]
- Els cònsols arriben a Clipea, on derroten al general cartaginès Hannó, i recullen les restes de l'exercit romà. Retornen a Sicília, però els pilots de les naus adverteixen que s'ha d'evitar la costa sud de l'illa, perillosa a causa dels vents. Els cònsols no en fan cas i la flota, agafada per una forta tempesta, és destruïda, i la costa entre Camarina i Paquinos s'omple de cadàvers.[7][8][9]

## Naixements
- Publi Corneli Escipió, militar i magistrat romà, cònsol l'any 218 aC. Fill de Luci Corneli Escipió.[10]